# Turnul Alfabetic
Turnul Alfabetic (în georgiană ანბანის კოშკი) este o structură de 130 de metri înălțime din Batumi, Georgia. Turnul simbolizează unicitatea alfabetului georgian și a poporului georgian. Structura reproduce designul ADN-ului, în formă de dublă spirală⁠(d). Două benzi elicoidale se înalță de la sol, conținând cele 33 de litere ale alfabetului georgian, fiecare de 4 metri înălțime și realizate din aluminiu.
În mijlocul clădirii se află un puț de lift deschis care duce chiar în vârful clădirii, în coroana structurii, unde se află o minge colosală de argint.

## Dezvoltare
Turnul Alfabetic a fost construit de compania spaniolă CMD Domingo y Lázaro Ingenieros (ingineri Alberto Domingo Cabo și Carlos Lázaro). Construcția a început pe 10 octombrie 2010, exteriorul structurii fiind finalizat în decembrie 2011. Construcția clădirii a costat 65 de milioane de dolari.

## Structura
Turnul este compus din unsprezece module din tuburi de oțel care alcătuiesc două corpuri, interiorul conținând ascensoarele panoramice și scările, iar exteriorul susținând întreaga structură și definindu-i aspectul cu caracterele georgiene. Fiecare din modulele de 10,8 m sunt legate prin diafragme într-un model în stea. În partea de sus se află o sferă de sticlă formată din elemente triunghiulare fixate peste profile de oțel și etanșate. Sfera constă dintr-o structură circulară goală.
Acest spațiu luminos găzduiește mai multe încăperi, distribuite pe diferite etaje în cadrul sferei.
Primul etaj se numește etaj de transfer. Se poate ajunge cu cele două lifturi panoramice principale. De la etajul de transfer se poate ajunge la alte lifturi care deservesc celelalte etaje.
Etajul doi găzduiește un studio TV și bucătăria restaurantului care se află la etajul trei, proiectat ca un inel rotativ. Acest inel, care se învârte 360 de grade într-o oră, oferă vizitatorilor o vedere panoramică asupra orașului și a Mării Negre în timp ce își savurează masa. Etajul al patrulea a fost conceput ca o punte de observație. Acest etaj duce la al cincilea, care este conceput pentru a permite vizitatorilor să vadă cum funcționează amortizorul de masă acordată⁠(d). Amortizorul de masă acordată este un dispozitiv de cincizeci de tone montat în structuri pentru a reduce amplitudinea vibrațiilor mecanice.

## Starea actuală
De când a fost construită clădirea, a rămas practic părăsită. Începând cu 2014, se știa că liftul nu era în funcțiune și sute de păsări moarte puteau fi găsite pe etaje, deși clădirea în sine era încă electrificată și arăta relativ nouă.  În mai 2015, Primăria Batumi a decis să închirieze Turnul Alphabet unei companii spaniole necunoscute pentru următorii 20 de ani. Primăria Batumi obișnuia să cheltuiască 700.000 GEL pe an pentru întreținerea turnului. Din 2017, restaurantul este deschis pentru vizitatori.